# Majin Tensei
Majin Tensei est une série de jeux vidéo de stratégie éditée par Atlus. Il s'agit d'un spin-off de la franchise Megami Tensei d'Atlus, qui a débuté avec Majin Tensei en 1994. Depuis lors, quatre autres opus ont été publiés : Majin Tensei II: Spiral Nemesis (1995), Ronde (1997), Majin Tensei: Blind Thinker (2007) et Majin Tensei: Blind Thinker II (2008). Le joueur navigue sur un terrain en vue de dessus ou aux trois quarts en tant que personnage humain, et combat des démons ; il peut également recruter des démons et fusionner plusieurs démons alliés pour créer de nouveaux démons plus forts.
Les différents titres ont été développés par Atlus, Multimedia Intelligence Transfer et Bbmf Corporation, et comportent de la musique de Hidehito Aoki et Misaki Okibe. Aoki utilise de la musique ambient, tout en incorporant d'autres éléments dans les compositions, notamment du funk et du piano synthétisé. Les albums de la bande originale des deux premiers jeux ont été publiés par Pony Canyon, et un manga Majin Tensei a été publié par Enix. Le gameplay, les visuels et la musique de la série ont tous été bien accueillis par les critiques, avec des éloges particulières pour la fusion des démons, les importants visuels des personnages et les décors des scènes de combat, ainsi que l'utilisation d'une musique ambient. L'exception est Ronde qui a été fortement critiqué, notamment pour ses visuels.

## Jeux
- Majin Tensei est sorti le 28 janvier 1994 sur Super Nintendo[1]. Il est réédité via le service de mémoire flash Nintendo Power le 1er décembre 1997 et numériquement via la console virtuelle pour Wii et Wii U, respectivement le 6 septembre 2011 et le 15 juillet 2015[1]. Le jeu se déroule dans une ville japonaise envahie par des démons et se concentre sur le gameplay plutôt que sur l'intrigue ; le joueur incarne le héros et s'associe à l'héroïne[2].
- Majin Tensei II: Spiral Nemesis[note 2] est sorti le 19 février 1995 sur Super Nintendo[3]. Il est réédité via le service Nintendo Power le 1er décembre 1997 et via la console virtuelle Wii et Wii U, respectivement le 13 décembre 2011 et le 1er juin 2016[3]. Il met davantage l'accent sur la narration que le premier jeu et se déroule à Tokyo après une invasion de démons. Naoki Takauchi défend la ville avec ses amis, mais doit les réunir après que leur base d'opérations ait été envahie ; il est aidé dans cette tâche par une jeune fille nommée Aya[2].
- Ronde[note 3] est sorti le 30 octobre 1997 sur la Sega Saturn[4]. Les évènements du jeu se déroulent dans un futur proche et suivent Asuka, Satoshi, Keita, Sakurako et Charlie, qui tentent de sauver le jeune frère d'Asuka après avoir été kidnappé par une statue vivante de Moloch dans un musée de démons[2].
- Majin Tensei: Blind Thinker[note 4] est sorti le 11 juillet 2007 sur téléphones mobiles[5]. L'action se déroule à Neo Tokyo en 20XX, où un projet de développement d'une nouvelle technologie énergétique est en cours, et suit le héros et un homme qui l'accompagne[6].
- Majin Tensei: Blind Thinker II[note 5] est sorti le 24 mars 2008 sur téléphones mobiles. L'action se déroule à Tokyo et suit Takeru et le démon Zora, créé artificiellement[7],[8].

## Système de jeu
Les titres Majin Tensei sont des jeux de stratégie dans lesquels le joueur incarne un personnage humain qui se bat contre des démons. Ils naviguent sur un terrain — en vue de dessus dans Majin Tensei et dans une perspective de trois quarts à partir de Majin Tensei II — avec des personnages représentés par de petits sprites ressemblant à des bonhommes allumettes, et passent à des scènes avec de grands personnages détaillés lorsqu'ils s'engagent dans une bataille. Dans le premier Majin Tensei, seul l'adversaire est montré dans les scènes de bataille, tandis que Majin Tensei II utilise une présentation en écran partagé pour montrer les deux côtés. Ronde est une exception et utilise à la place des graphismes 3D avec une caméra défilante. Sur le terrain, le joueur peut accéder à des bassins qui régénèrent son énergie, et à partir de Majin Tensei II, il peut utiliser le terrain pour obtenir un avantage dans les batailles, augmentant ainsi son indice de défense. Le joueur peut également utiliser des objets, qui sont achetés avec l'argent gagné lors des batailles. Pour attaquer les ennemis ou soutenir les alliés, le joueur doit déplacer ses unités sur le terrain afin qu'elles soient adjacentes à la cible de l'action.
En plus des combats, le joueur peut choisir de parler aux démons rencontrés sur le terrain et tenter de les recruter dans son groupe ; le succès de cette opération dépend du niveau du joueur, les démons les plus puissants n'étant recrutables que si le niveau du joueur est suffisamment élevé. Dans Ronde, le joueur n'initie pas lui-même ces conversations : à la place, les démons vaincus choisissent parfois de parler au joueur, et parfois décident de rejoindre son groupe. Comme dans d'autres jeux Megami Tensei, le joueur peut fusionner plusieurs démons alliés entre eux, créant ainsi des démons plus puissants. Dans Ronde, le joueur peut former des contrats avec des démons, permettant aux personnages humains d'utiliser la magie démoniaque. Les démons sont alimentés par la magnétite, le joueur doit donc gérer l'approvisionnement de celle-ci et ne peut donc pas avoir trop de démons alliés sur le terrain à la fois ou prendre trop de temps pour terminer une bataille. En terminant les batailles, le joueur peut passer au chapitre suivant. Les histoires des jeux sont influencées par les choix des joueurs et ont plusieurs fins.

## Développement
Les deux premiers jeux ont été développés par Atlus, tandis que Ronde a été géré par Multimedia Intelligence Transfer, et les titres Blind Thinker par Bbmf Corporation. Tous les jeux ont été publiés par Atlus au Japon,; aucun d'entre eux n'a été publié en français.
Les bandes-son des deux premiers jeux Majin Tensei ont été composées par Hidehito Aoki, plutôt que par le compositeur habituel de la série Megami Tensei, Tsukasa Masuko ; Aoki a composé seul la musique du premier Majin Tensei, et pour Majin Tensei II, a collaboré avec Misaki Okibe pour créer la bande-son du jeu. Il a utilisé de la musique ambient, tout en incorporant des éléments de funk, de distorsion électronique et d'effets sonores ; pour le deuxième jeu, il a introduit une nouvelle dimension musicale en mettant l'accent sur le piano synthétisé dans ses compositions,. Des albums de musique comprenant les bandes sonores originales des deux premiers jeux, ainsi que de nouveaux arrangements, ont été publiés par Pony Canyon : Majin Tensei Excellence Sound Collection a été publié le 18 mars 1994, et Majin Tensei II: Spiral Nemesis Excellence Sound Collection le 19 mai 1995. Un manga de Shinshū Ueda, Majin Tensei: The True Remembrance, a été publié par Enix en cinq volumes.

## Réception
Le gameplay, que plusieurs publications ont trouvé similaire à la série Fire Emblem est bien accueilli,,, avec plusieurs critiques de Famitsu commentant à quel point ils ont trouvé la fusion des démons agréable. Kurt Kalata et Christopher J. Snelgrove de Hardcore Gaming 101 (en) ont qualifié Majin Tensei d'une approche intéressante du genre et qui valait la peine d'être jouée ; ils ont déclaré que même si de nombreux joueurs préfèrent Majin Tensei II, ils ont davantage apprécié le premier, mais ont quand même trouvé le deuxième jeu décent ; un changement entre les deux qu'ils ont apprécié était l'accent plus important mis sur la narration, par rapport à l'accent mis par le premier jeu sur le combat. Ils ont été très critiques envers Ronde, le qualifiant de kusoge (« jeu de merde ») ; ils ont dit que ce n'était pas « complètement terrible », mais qu'il ressemblait à « un Shining Force III du pauvre ».
Kalata et Snelgrove ont critiqué les graphismes des premiers jeux pour leur petitesse et leur manque d'animation sur le champ de bataille, tout en louant les visuels des batailles, en soulignant leur taille, leur niveau de détail et la qualité des décors, qu'ils ont considérés comme supérieurs à ceux des autres jeux Super Nintendo de la série Megami Tensei. Ils ont toutefois trouvé que les batailles de Majin Tensei II étaient visuellement inférieures en qualité. Ils ont critiqué les graphismes de Ronde, en disant que c'était l'un des jeux les plus laids de l'ère 32 bits, avec des personnages ressemblant à des amas de pixels décolorés, des mouvements de caméra saccadés, et des batailles lentes et visuellement peu attrayantes, appelant le jeu « une totale insulte aux sens ». De son côté, Patrick Gann de RPGFan a pensé que la musique du premier Majin Tensei était plus faible que celle de Masuko, ainsi que les compositions ultérieures d'Aoki pour la série de spin-offs de Megami Tensei, Persona, mais encore de bonne qualité; Pour Majin Tensei II, il a qualifié la musique de sommet pour les titres Super Nintendo de la série, tout en critiquant l'utilisation excessive de la synthèse. Kalata et Snelgrove ont apprécié la bande-son et le générique de début de Majin Tensei II, tout en qualifiant la bande-son de Ronde de médiocre. Quant à Chris Greening de VGMO, il a considéré Majin Tensei disposant de « l'une des bandes originales ambient les plus uniques et accomplies sur Super Nintendo », en appréciant le mélange d'ambiance conventionnelle et de funk, soulignant comment cela renforçait l'ambiance du jeu et qui fonctionnait également comme musique indépendante. En revanche, il a trouvé la bande-son de Majin Tensei II « agréable mais décevante », disant que plusieurs des compositions étaient sous-développées, peu inspirées ou répétitives, tout en notant des pistes plus développées telles que AD 1995 Story comme des points forts.

### Traduction
- (en) Cet article est partiellement ou en totalité issu de l’article de Wikipédia en anglais intitulé « Majin Tensei » (voir la liste des auteurs).